# Tipula bistripunctata
Tipula bistripunctata är en tvåvingeart som först beskrevs av Paul Gustav Eduard Speiser 1909.
Tipula bistripunctata ingår i släktet Tipula och familjen storharkrankar. Artens utbredningsområde är Tanzania. Inga underarter finns listade i Catalogue of Life.